# Åsele
Åsele - em lapão do sul Sjeltie - é uma pequena cidade da província histórica da Lapónia, situada no norte da Suécia. Tem cerca de 1 920 habitantes
e é a sede do município de Åsele, no condado da Västerbotten. Åsele fica na margem do rio Angerman, e é fundamentalmente uma localidade de comércio e serviços, contando com alguma indústria. Anualmente tem lugar um mercado de quatro dias - o Åsele marknad - que atrai muitas pessoas de toda a região.

## Comunicações
A cidade de Åsele é atravessada pela estrada nacional 90 (Härnösand-Åsele-Vilhelmina).